# Kápolna (település)
Kápolna község Heves vármegyében, a Füzesabonyi járásban.

## Fekvése
Az Alföld északi peremén, a Hevesi-síkon, a Tarna völgyében fekszik. A teraszos homokos-kavicsos hordalékkúpvidék tengerszint feletti átlagos magassága a 140 métert sem éri el. Néhány földrajzi neve mégis magaslatra utal; ilyenek például: Előhegy, Erdőpart, Szőlőhegypart.
Mérsékelten meleg-száraz éghajlatú területen terül el; az éves csapadék összege 550–600 milliméter, a középhőmérséklet 10-10,2 °C, a napsütéses órák száma 1950-2000 között alakul. A Mátra szélárnyékoló hatása miatt leggyakrabban keleti vagy nyugati szél fúj.
A község határa gyenge lefolyású és száraz, bár a területén átfolyik a Tarna és nyugaton a Száraz-ér is. Egy parányi tava van, mely kavicskitermelésből maradt vissza. A természetes növényzet főleg lágyszárú fajokból áll; erdőterülete nem számottevő. A településen belül az ún. „Kossuth-hársak” védettek. A határ vadászható állatai jellemzően kisvadak. Talaja a hegységelőtéri felszínen képződött csernozjom.
A szomszédos települések: észak felől Tófalu, északkelet felől Kerecsend, délkelet felől Kál, dél felől Kompolt, nyugat felől Detk, északnyugat felől pedig Aldebrő. A legközelebbi város a 15 kilométerre fekvő Füzesabony.

### Megközelítése
A legfontosabb közúti megközelítési útvonala a 3-as főút, mely áthalad a belterületén; ez köti össze Gyöngyös érintésével Budapest és Füzesabony érintésével Miskolc térségével is. Északi szomszédaival a 2417-es, a déliekkel a 3208-as út köti össze. (Határszélét északnyugaton érinti még a 2420-as út is.)
Vasútvonal nem érinti; a legközelebbi vasúti csatlakozási lehetőséget a Budapest–Sátoraljaújhely-vasútvonal, a Kisterenye–Kál-Kápolna-vasútvonal és a Kál-Kápolna–Kisújszállás-vasútvonal által is érintett Kál-Kápolna vasútállomás kínálja, a központjától közel 4 kilométerre délre. [A kisterenyei vonalon az utóbbi években szünetel a forgalom.]

## Története
Neve onnan ered, hogy a terület középkori birtokosai – a Solymosi család – egy kápolnát építtetett és a falu a kápolna köré települt.
Határában zajlott 1849. február 26-27. között a kápolnai csata, amelyben Henryk Dembiński vereséget szenvedett Windisch-Grätztől.
Kápolna 1430 előtt az Aba nemzetség Solymosi ágának birtokában volt. Solymosi László utód nélküli halála következtében birtokai, így Kápolna is a királyra maradtak. Kápolnát a király Rozgonyi Péter egri püspöknek személyes tulajdonául adta. Kápolna azonban mégsem a Rozgonyi család, hanem az egri püspökség birtoka lett, melyet Rozgonyi Péter adott át a püspökségnek, cserebirtok fejében. Ettől az időtől kezdve Kápolna lényegében az 1945-ig az egri püspökség tulajdona volt.
1544-ben a török Hatvant is elfoglalta. Ettől kezdve Heves vármegye nagy része, többek között Kápolna is adózott a töröknek. 1552-ben Eger ostroma idején a felvonuló török sereg elpusztította Kápolnát is, de a lakosok egy éven belül visszatértek. Az 1596. évi török hadjárat során, amelynek során Eger vára is elesett, Kápolna lakói ismét elmenekültek. 1600 körül az újra benépesült falu már török fennhatóság alatt állt.
Bocskai István (1605–1606) és Bethlen Gábor (1613–1629) erdélyi fejedelem (akit a rendek 1620-ban magyar királlyá választottak) is bírta egy ideig Kápolnát.
Az 1687. évi visszafoglaló hadjáratok során ismét elnéptelenedett a falu és csak 1696 körül települt újra.
A történelmi események fő vonalába Kápolna 1849-ben került ismét. Ez év február 26-27-én itt zajlott a szabadságharc nyitányaként számontartott kápolnai csata. Dembinski Henrik és Windisch-Grätz seregei ütköztek itt meg. A csata egyik fél számára sem hozott győzelmet, a magyarok rendezett sorokban vonultak vissza. (A csatáról Than Mór képet festett.)
Károlyi Mihály 1919. február 23-án Kápolnán ünnepélyes körülmények között hozzáfogott a birtokának felosztásához. Ennek az eseménynek az emlékére emlékoszlopot emeltek a helyszínen.

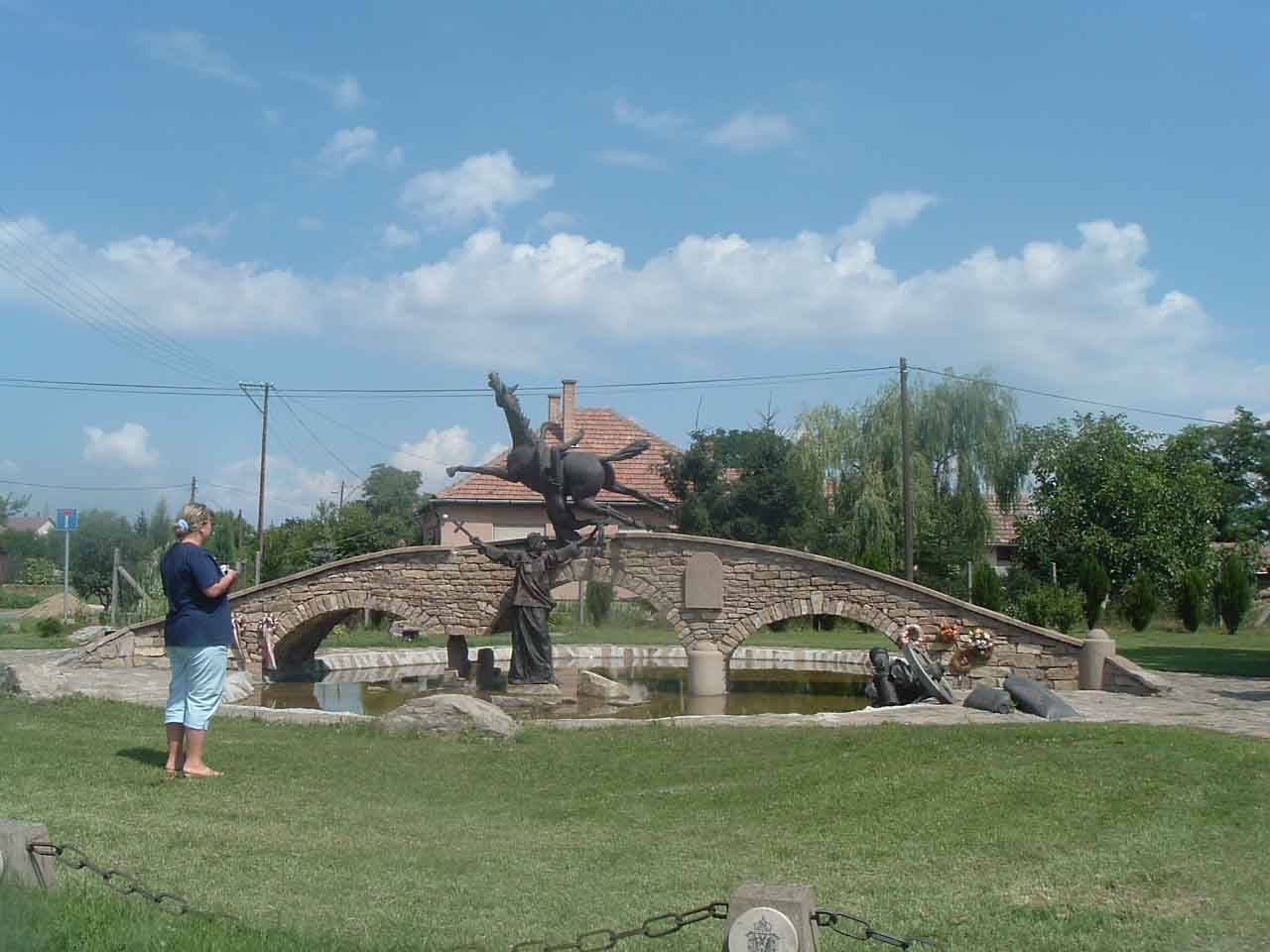
A kápolnai csata emlékműve

## Közélete

### Polgármesterei
- 1990–1994: Lendvai Mátyás (MDF)[3]
- 1994–1998: Lendvai Mátyás (MDF-KDNP)[4]
- 1998–2002: Molnár István (független)[5]
- 2002–2006: Lendvai Mátyás (független)[6]
- 2006–2010: Dr. Berecz Kálmán (független)[7]
- 2010–2014: Dr. Berecz Kálmán (független)[8]
- 2014–2019: Dr. Berecz Kálmán (független)[9]
- 2019–2024: Dr. Berecz Kálmán (független)[10]
- 2024– : Dr. Berecz Kálmán (független)[1]

## Népesség
A település népességének változása:
| Lakosok száma | 1542 | 1506 | 1465 | 1460 | 1470 | 1458 | 1417 |
|               | 2013 | 2014 | 2015 | 2021 | 2022 | 2023 | 2024 |

2001-ben a település lakosságának 88%-a magyar, 12%-a cigány nemzetiségűnek vallotta magát.
A 2011-es népszámlálás során a lakosok 88,3%-a magyarnak, 20,6% cigánynak, 2,7% németnek, 0,3% románnak mondta magát (11,3% nem nyilatkozott; a kettős identitások miatt a végösszeg nagyobb lehet 100%-nál). A vallási megoszlás a következő volt: római katolikus 56,3%, református 1,5%, evangélikus 0,2%, felekezeten kívüli 12,4% (22,3% nem nyilatkozott).
2022-ben a lakosság 92%-a vallotta magát magyarnak, 18,7% cigánynak, 2,3% németnek, 0,4% románnak, 0,1-0,1% ruszinnak, ukránnak és szerbnek, 1% egyéb, nem hazai nemzetiségűnek (8% nem nyilatkozott; a kettős identitások miatt a végösszeg nagyobb lehet 100%-nál). Vallásuk szerint 39,3% volt római katolikus, 1,8% református, 0,1% evangélikus, 0,1% izraelita, 6,5% egyéb keresztény, 0,4% egyéb katolikus, 9,9% felekezeten kívüli (41,8% nem válaszolt).

## Híres emberek

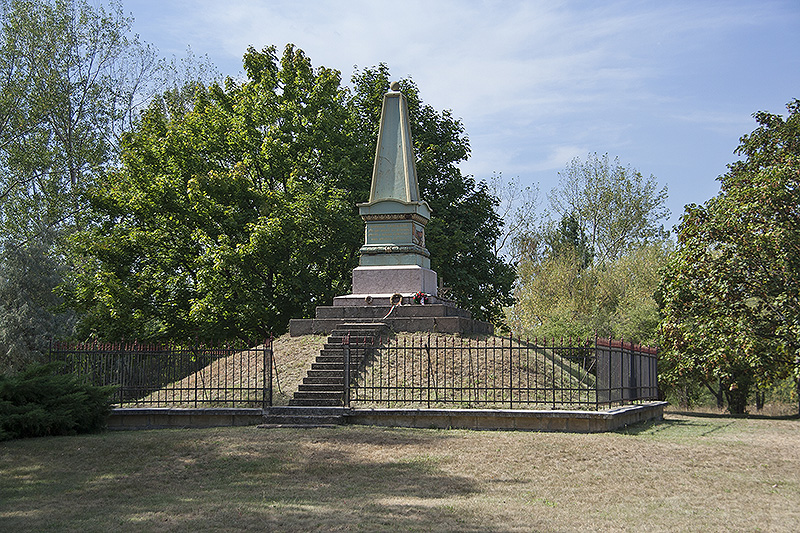
Az első 1849-es kápolnai emlékmű, obeliszk

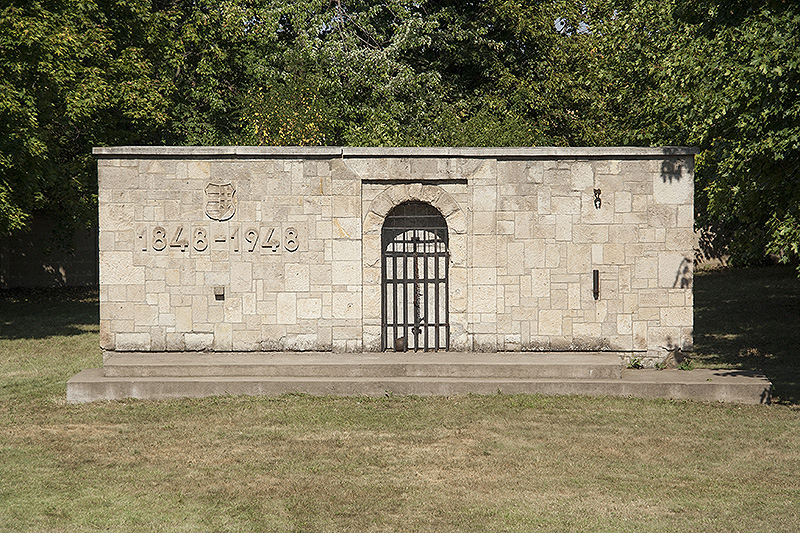
Emlékfal az 1848-as szabadságharc 100. évfordulójára

- Mikszáth Gyula, Mikszáth Kálmán testvére évekig Kápolnán dolgozott a Dohánybeváltóban.

### A település díszpolgárai
- gróf Bethlen István (1874–1946) miniszterelnök – 1926. február 26.
- Majer István országgyűlési képviselő, földművelési miniszter – 1926. február 26.

Ismert írott forrás nem erősíti meg, hogy a nevezettek Kápolna díszpolgárai voltak, sajtóhír viszont szólt róla.

### A 2005 óta adományozható díszpolgári cím tulajdonosai
- Dr. Bereczné dr. Huszár Éva – 2005
- Szabó Béla – 2006
- Szabó Antalné – 2007
- Szabó Béláné – 2008
- Burom Jánosné – 2009
- Nagy Béla plébános, kanonok – 2010 (posztumusz)

## Tájház

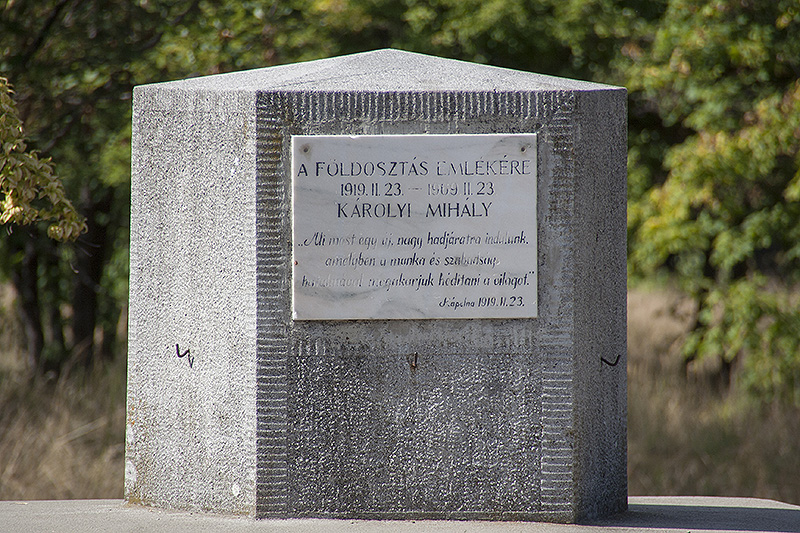
Károlyi-emlékoszlop

Az épület az 1880-as évek végén épülhetett. Alapja sárba rakott kő, fala vályogtégla, nád tetejét az avatás évében rakták újra, ajtói, ablakai eredetiek, mennyezete mestergerendás. A berendezési tárgyakat a falu lakói adták össze, amelyek az 1900-as évek elejét idézik, de nem kevés a XIX. Századi használati tárgy sem.

## Nevezetességei
- Római katolikus temploma 1781-ben épült copf stílusban. Titulusa: szeplőtelen fogantatás
- Római katolikus PLÉBÁNIA. Építtette. Gr. Eszterházy Károly püspök 1786-ban. Műemléki védelem alatt áll. Építész: Francz József
- A kápolnai csata emlékműve a 3-as főút mellett áll.
- Károlyi-emlékoszlop. Az első (1919) magyarországi földosztásról. Az 50. évfordulón az esemény emlékére emlékoszlopot emeltek 1969-ben.
- Emlékmű az 1849-es kápolnai csatában elesettekért. (öntöttvas obeliszk) Állíttatta: Mednyánszky Sándor az Egri Honvédegylet segítségével és országos adakozásból 1869-ben.
- A kápolnai három hársfát az 1784-ben elkészült templom tiszteletére ültették.